# Syburg (Dortmund)
Syburg, Dortmund-Syburg — dzielnica miasta Dortmund w Niemczech, w kraju związkowym Nadrenia Północna-Westfalia, w okręgu administracyjnym Hörde.